# Universidade de Concepción (Chile)

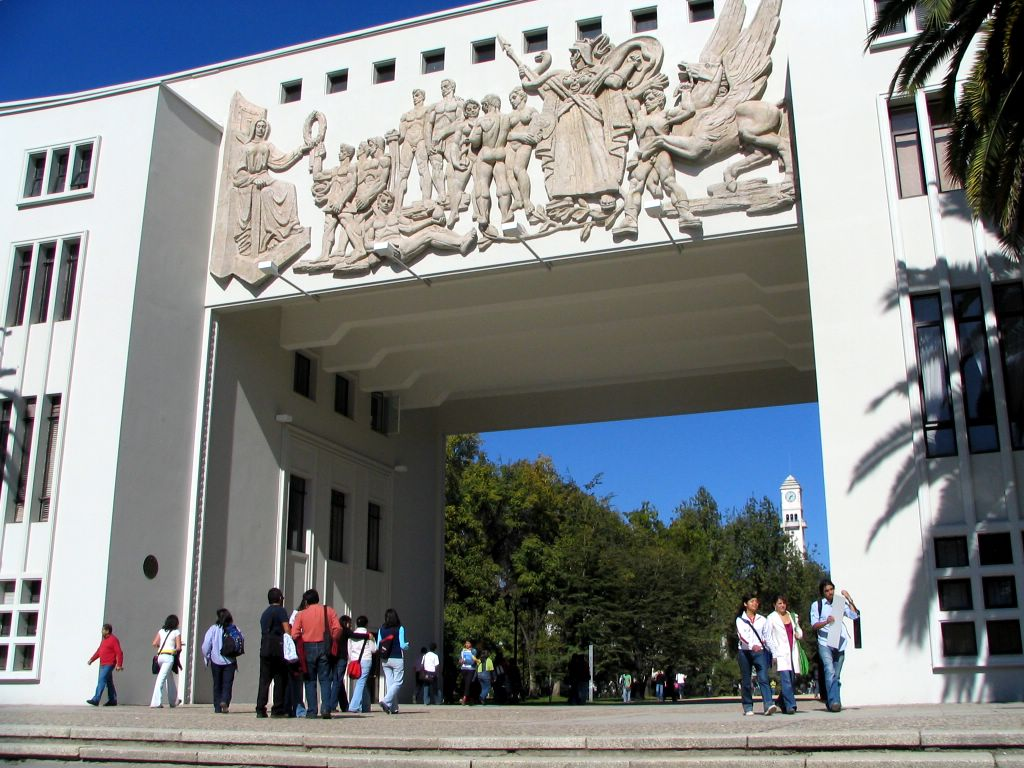
Arco Universidade de Concepción

A Universidade de Concepción (em espanhol: Universidad de Concepción, UdeC) é uma das universidades da Cidade de Concepción, cujo campus principal está localizado no centro da mesma cidade. É uma das três principais instituições acadêmicas do Chile, com prestígio internacional, colocando-se entre os maiores da América do Sul.
A Universidade de Concepción foi fundada em 1919 e é a terceira universidade mais antiga do país.